# Berner Sport Club Young Boys
Berner Sport Club Young Boys 1898 (conhecido como Young Boys) é um clube de futebol da Suíça. A sua sede está na cidade de Berna, capital do país.
Disputa os seus jogos no Estádio da Suíça, com capacidade para 32.000 torcedores. Suas cores são amarelo e preto.

## História
A melhor fase da história do BSC Young Boys foi na segunda metade da década de 50 quando conseguiu um Tetracampeonato Nacional, um recorde até hoje inigualado no país.
Além disso, em 1957 o time suíço fez uma boa participação na Copa dos Campeões da Europa (atual UEFA Champions League). Eliminou nada menos que o Manchester United (Inglaterra), Magyar Testgyakorlók Köre Budapest Futball Club (Hungria), Wismut Karl Max (Alemanha Oriental) e só foi parar no Stade de Reims (França) nas semifinais. Somente o FC Zürich, além do Young Boys, conseguiu tamanha façanha para o futebol suíço.

## Rivalidade
O Basel, apesar de ser da cidade de Basileia, é o grande rival do Young Boys, especialmente pelas recentes mas constantes disputas pelo topo da tabela na Super Liga Suíça, que resultaram em muitos campeonatos vencidos pelo Basel tendo o Young Boys terminando na 2ª posição. Em 17/18 o campeonato foi vencido pelo Young Boys e o Basel terminou em 2º colocado. Na reta final da Super Liga Suíça 2017/18 o Young Boys humilhou o rival Basel na Basileia, com goleada histórica na casa do rival por 1 x 7.

## Elenco atual
Última atualização: 22 de maio de 2025.

## Estatísticas

### Maiores atuantes[4]
| Jogador         | Anos      | Nº de jogos |
| --------------- | --------- | ----------- |
| Martin Weber    | 1979–1995 | 578         |
| Jean-Marie Conz | 1973–1988 | 480         |
| Marco Wölfli    | 1999–2020 | 463         |
| Alain Baumann   | 1986–1999 | 426         |
| Geni Meier      | 1951–1965 | 392         |

### Maiores artilheiros[5]
| Jogador             | Temporadas | Gols |
| ------------------- | ---------- | ---- |
| Geni Meier          | 1951-1965  | 313  |
| Ernst Wechselberger | 1957-1964  | 151  |
| Jean-Pierre Nsame   | 2017-2024  | 140  |
| Guillaume Hoarau    | 2014-2020  | 118  |
| Dario Zuffi         | 1985-1991  | 100  |

## Principais Títulos
| NACIONAIS | NACIONAIS          | NACIONAIS | NACIONAIS |
|           | Competição         | Títulos   | Temporadas |
| --------- | ------------------ | --------- | --- |
| Suíça     | Campeonato Suíço   | 17        | 1902-03, 1908-09, 1909-10, 1910-11, 1919-20, 1928-29, 1956-57, 1957-58, 1958-59, 1959-60, 1985-86, 2017-18, 2018-19, 2019-20, 2020-21, 2022-23 e 2023-24 |
| Suíça     | Copa da Suíça      | 8         | 1929-30, 1944-45, 1952-53, 1957-58, 1976-77, 1986-87, 2019-20 e 2022-23                                                                                  |
| Suíça     | Copa da Liga Suíça | 1         | 1976 |
| Suíça     | Supercopa da Suíça | 1         | 1986 |

### Títulos Amistosos
- Uhrencup: 7

(1963, 1973, 1975,  1987,  2000, 2004, 2007 e 2019)

## Uniformes

### Uniformes atuais
- 1º - Camisa amarela, calção preto e meias amarelas;
- 2º - Camisa branca, calção e meias brancas;
- 3° - Camisa preta, calção e meias pretas.

| 1º Uniforme | 2º Uniforme | 3º Uniforme |

### Uniformes dos goleiros
- Camisa cinza, calção e meias cinzas;
- Camisa vermelha, calção e meias vermelhas;
- Camisa verde, calção e meias verdes.

| Cores do Time · Cores do Time · Cores do Time · Cores do Time · Cores do Time | Cores do Time · Cores do Time · Cores do Time · Cores do Time · Cores do Time | Cores do Time · Cores do Time · Cores do Time · Cores do Time · Cores do Time |

### Uniformes anteriores
- 2018-19

| 1º Uniforme | 2º Uniforme |

- 2017-18

| 1º Uniforme | 2º Uniforme | 3º Uniforme |

- 2016-17

| 1º Uniforme | 2º Uniforme | 3º Uniforme |

- 2015–16

| 1º Uniforme | 2º Uniforme |

- 2014–15

| 1º Uniforme | 2º Uniforme | 3º Uniforme |

- 2013–14

| 1º Uniforme | 2º Uniforme | 3º Uniforme |

- 2012–13

| 1º Uniforme | 2º Uniforme | 3º Uniforme |

- 2011–12

| 1º Uniforme | 2º Uniforme | 3º Uniforme |

- 2010–11

| 1º Uniforme | 2º Uniforme | 3º Uniforme |

- 2008–10

| 1º Uniforme | 2º Uniforme |

- 2007–08

| 1º Uniforme | 2º Uniforme | 3º Uniforme |

## Histórico

### Classificações
|           | I | II | III | IV | V | VI | Pts    | J  | V  | E  | D  | G.M. | G.S. | Diff. |
| 2015-2016 | 2 |    |     |    |   |    | 69 pts | 36 | 20 | 9  | 7  | 78   | 47   | +31   |
| 2014-2015 | 2 |    |     |    |   |    | 66 pts | 36 | 19 | 9  | 8  | 64   | 45   | +19   |
| 2013-2014 | 3 |    |     |    |   |    | 59 pts | 36 | 17 | 8  | 11 | 59   | 50   | +9    |
| 2012-2013 | 7 |    |     |    |   |    | 43 pts | 36 | 11 | 10 | 15 | 48   | 50   | -2    |
| 2011-2012 | 3 |    |     |    |   |    | 51 pts | 34 | 13 | 12 | 9  | 52   | 38   | +14   |
| 2010-2011 | 3 |    |     |    |   |    | 57 pts | 36 | 15 | 12 | 9  | 65   | 50   | +15   |
| 2009-2010 | 2 |    |     |    |   |    | 77 pts | 36 | 25 | 5  | 6  | 78   | 47   | +31   |
| 2008-2009 | 2 |    |     |    |   |    | 73 pts | 36 | 22 | 7  | 7  | 85   | 46   | +39   |
| 2007-2008 | 2 |    |     |    |   |    | 70 pts | 36 | 21 | 7  | 8  | 82   | 49   | +33   |
| 2006-2007 | 4 |    |     |    |   |    | 59 pts | 36 | 17 | 8  | 11 | 52   | 42   | +10   |